# Stadio Alfredo Giraud
Lo stadio Alfredo Giraud è un impianto calcistico di Torre Annunziata. Di proprietà comunale, ospita gli incontri calcistici interni del Savoia. In precedenza le gare di calcio fino al 1928, si svolsero presso campi aperti senza strutture fisse, quali il Campo Montagnelle e il Campo Oncino e dal 1929 a tutto il 1955 presso il Campo Formisano.

## Storia

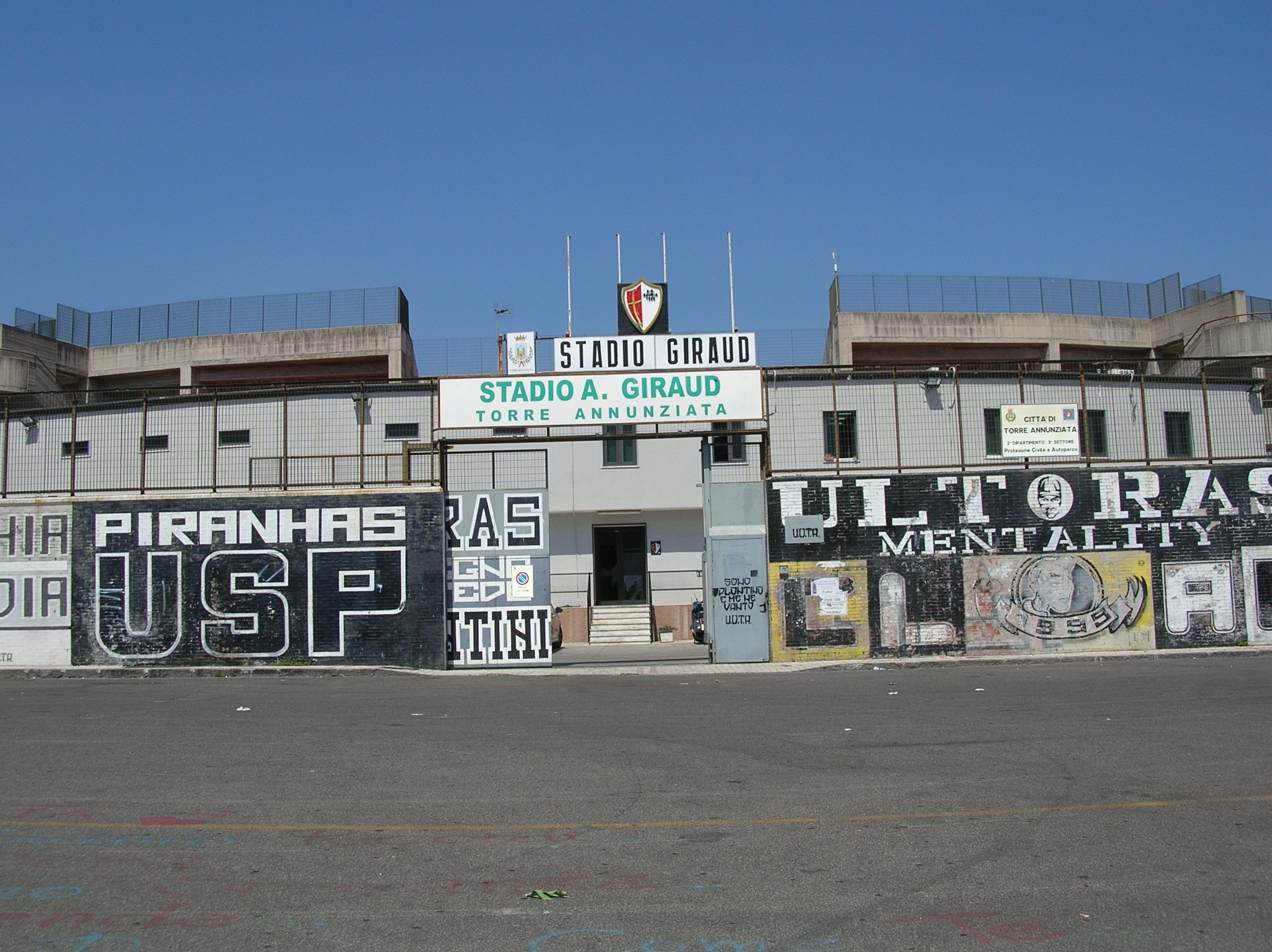
L'ingresso principale

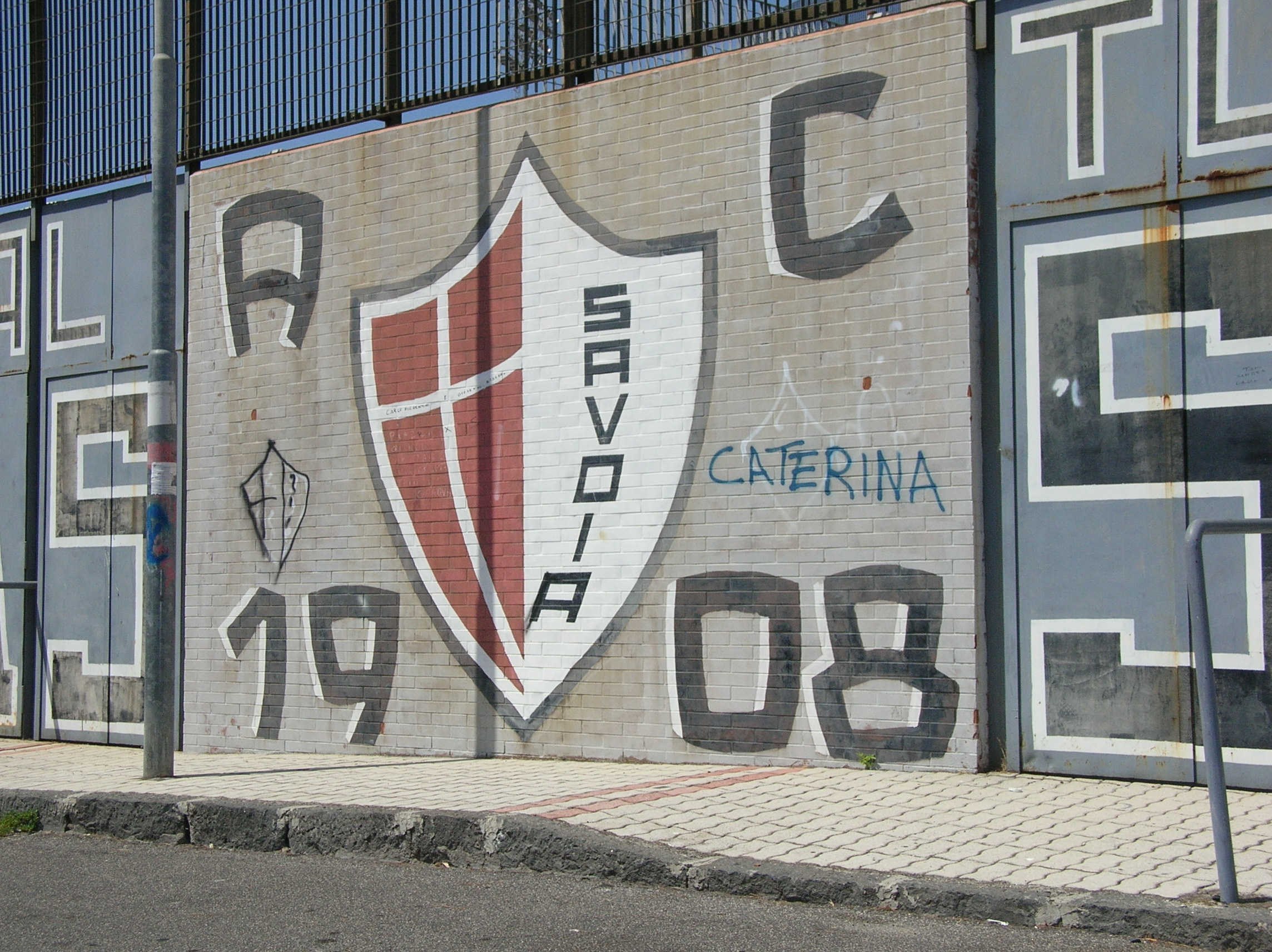
Un murale sul muro di cinta dello stadio

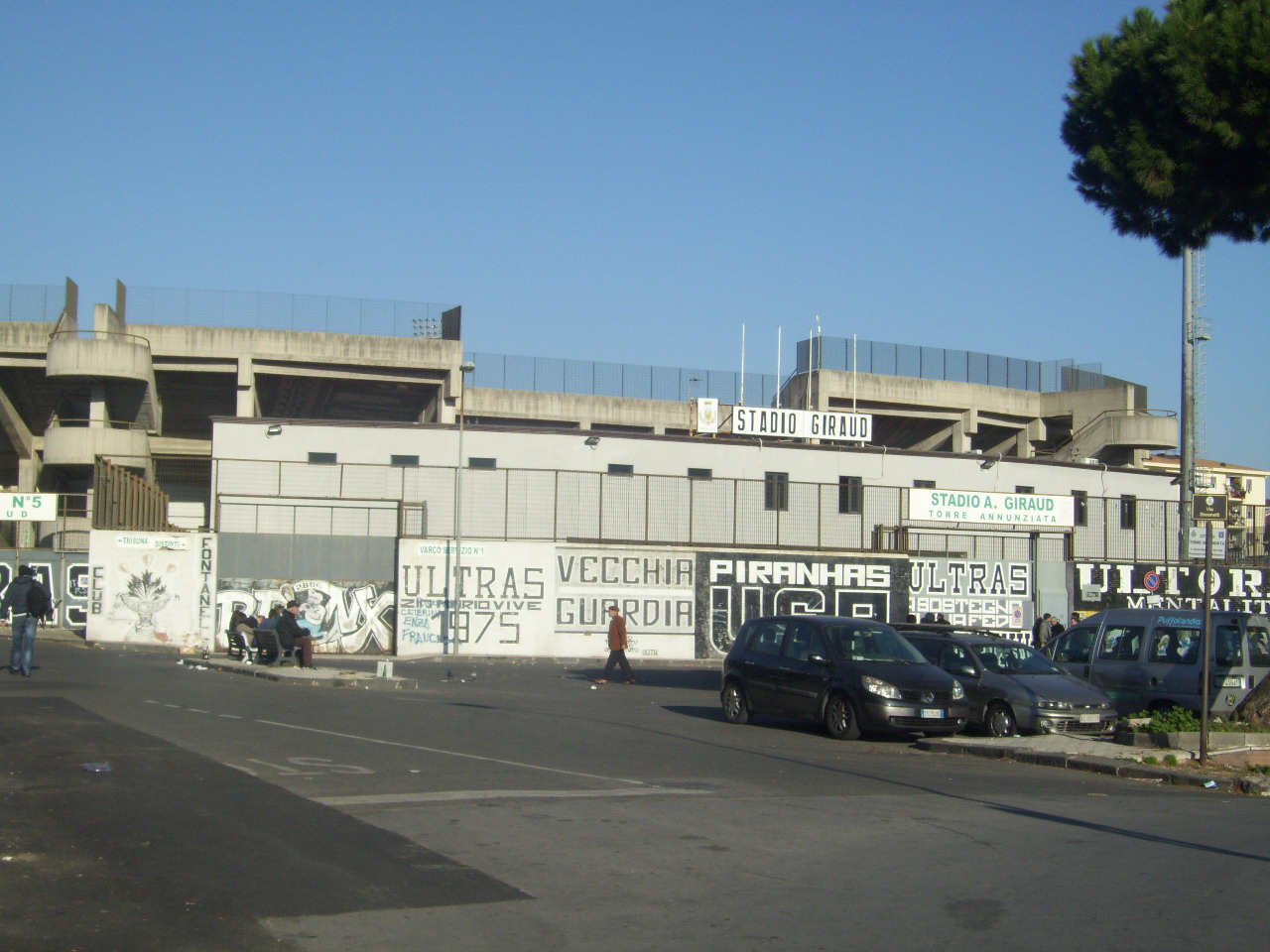
Lo stadio visto dall'esterno

Il primo progetto per la costruzione di un nuovo stadio a Torre Annunziata risale ai primi anni cinquanta, il progetto prevedeva la realizzazione di un semiovale con due tribune scoperte raccordate da una curva sul lato del piazzale. Tuttavia all'atto dell'inaugurazione avvenuta il 25 gennaio 1962 risultava pronto soltanto il settore "Distinti" con relativo settore "Ospiti", oltre a una palazzina con i servizi per il campo e gli spogliatoi. Mancavano completamente sia la tribuna principale che la curva.
Nel 1982 fu intitolato ad Alfredo Giraud, padre degli ex biancoscudati Raffaele, Michele e Giovanni Giraud, nonché vicepresidente del Savoia vicecampione d'Italia nel 1924.

## Restyling
1999
I lavori di completamento dell'impianto sono ripresi nella seconda metà degli anni novanta, quando il Comune provvide a realizzare la Tribuna coperta (capienza 3.250 posti a sedere) con annessa tribuna stampa e la Curva Sud (capienza 3.000 posti) al di sotto della quale fu realizzato un nuovo edificio con uffici, servizi, spogliatoi e palestra. La capienza del nuovo impianto fu quindi di 12.800 posti compreso il settore Distinti e il settore Ospiti.
L'inaugurazione avvenne il 15 agosto 1999 con la gara di Coppa Italia tra Savoia e Sampdoria.
2010
Nell'autunno del 2009, a seguito della carente manutenzione e da lavori non effettuati a regola d'arte nel precedente restyling, si rese necessario un nuovo intervento di ristrutturazione terminato negli ultimi giorni di agosto 2010 e costato circa 700.000 euro. In seguito a questo intervento fu leggermente modificata la struttura dello stadio: infatti il manto erboso classico fu sostituito da uno di tipo sintetico ed inoltre fu ridotta la capienza del settore Distinti, mentre nell'area circostante il terreno di gioco fu impiantata una pavimentazione in macadam, simile a quelle delle piste di atletica presenti in altri stadi italiani. Tali modifiche comportarono una riduzione da 12.800 a 10.750 posti.

Nell'estate del 2014 ci fu l'adeguamento alle norme di sicurezza previste dalla Lega Pro con la numerazione dei posti a sedere e l'installazione della postazione GOS e del sistema di videosorveglianza.
2019
Dal gennaio 2019, lo stadio Giraud è stato interessato da un intervento infrastrutturale, ricadente nel piano di ristrutturazione degli impianti sportivi della Campania interessati dalle gare delle Universiadi del 2019.

Il comune di Torre Annunziata è stato sovvenzionato dal comitato promotore con la somma di 700 000 euro.

## Capienza
Lo stadio può ospitare fino a 10.750 spettatori, suddivisi nei seguenti settori:
| Settore          | Posti a sedere |
| ---------------- | -------------- |
| Tribuna Laterale | 2 000          |
| Tribuna Centrale | 1 000          |
| Tribuna VIP      | 250            |
| Curva Sud        | 3 000          |
| Distinti         | 3 500          |
| Settore Ospiti   | 1 000          |

Per motivi di sicurezza e contenimento dei costi di gestione la capienza effettiva è bensì limitata a 4 800 spettatori.

## Incontri calcistici di rilievo
Oltre alle gare casalinghe del Savoia, più di 15 campionati di Serie C, il campionato di Serie B 1999-2000 e tre edizioni di Coppa Italia, del 1997-1998, 1999-2000 e 2000-2001, l'impianto ha ospitato i seguenti eventi calcistici:
| Data              | Squadra #1           | Risultato | Squadra #2      | Note       |
| ----------------- | -------------------- | --------- | --------------- | ---------- |
| 2 giugno 2011     | Italia U-19          | 3-0       | Top 11 Serie D  | amichevole |
| 2 giugno 2011     | Italia Universitaria | 5-1       | Top 11 Serie D  | amichevole |
| 12 settembre 2012 | Italia U-19          | 1-1       | Portogallo U-19 | amichevole |